# Laurence Luckinbill
Laurence George Luckinbill (Fort Smith, 21 de novembro de 1934) é um ator, dramaturgo e encenador norte-americano, mais conhecido por seus papéis no cinema de Hank em The Boys in the Band, Sr. Mooney em Cocktail e Sybok em Star Trek V: The Final Frontier.